# Kap Brown
Kap Brown är en udde i Grönland (Kungariket Danmark).   Den ligger i kommunen Sermersooq, i den östra delen av Grönland, 1 500 km nordost om huvudstaden Nuuk.
Terrängen inåt land är kuperad. Havet är nära Kap Brown åt nordost.  Det finns inga samhällen i närheten. 